# Etiqueta socioambiental
Una etiqueta socioambiental o ecosocioetiqueta és una etiqueta mediambiental que integra fortament la dimensió social del desenvolupament sostenible, tal com es defineix a la Cimera de la Terra a Rio al juny de 1992. L'alta qualitat del medi ambient, incorporant el tema de la comoditat i la salut dels habitants i l'estalvi d'energia, que s'està acostant, però menys de manera explícita.